# Roques de Cova Negra
Les Roques de Cova Negra és una muntanya de 727 metres que es troba al municipi de Pontons, a la comarca de l'Alt Penedès.